# Президентские выборы в Афганистане (2009)
Президентские выборы в Афганистане 2009 года — вторые демократические президентские выборы в стране, проведённые согласно конституции Афганистана. В Афганистане зарегистрировано около 17 миллионов избирателей.
Выборы главы государства начались 20 августа 2009 года одновременно с региональными выборами. На пост президента Афганистана претендовали более 30 человек, среди них — две женщины. Основные претенденты — действующий президент Хамид Карзай, бывший министр иностранных дел, доктор Абдулла Абдулла и экс-министр планирования, депутат Национальной Ассамблеи Рамзан Башардост.
Выборы накалили политическую обстановку в стране. Движение «Талибан» призывало население бойкотировать выборы, в своих листовках они предупреждали, что все проголосовавшие станут врагами ислама. Несмотря на принятые меры безопасности, накануне выборов прошло несколько терактов в Кабуле и других городах страны, а за время выборов талибами было совершено более 70 нападений.
Самоотвод со второго тура выборов альтернативного кандидата Абдуллы Абдулла, а также резкое ухудшение внутриполитической обстановки и угрозы новых терактов вынудили избирательную комиссию принять решение об отмене второго тура голосования. Избранным президентом был признан Хамид Карзай.